# تشارلز إف. إرب
تشارلز إف. إرب (بالإنجليزية: Charles F. Erb)‏ هو لاعب كرة قدم أمريكية أمريكي، ولد في 8 ديسمبر 1902، وتوفي في 6 مارس 1952 في هوليوود في الولايات المتحدة.